# Wik Jongsma

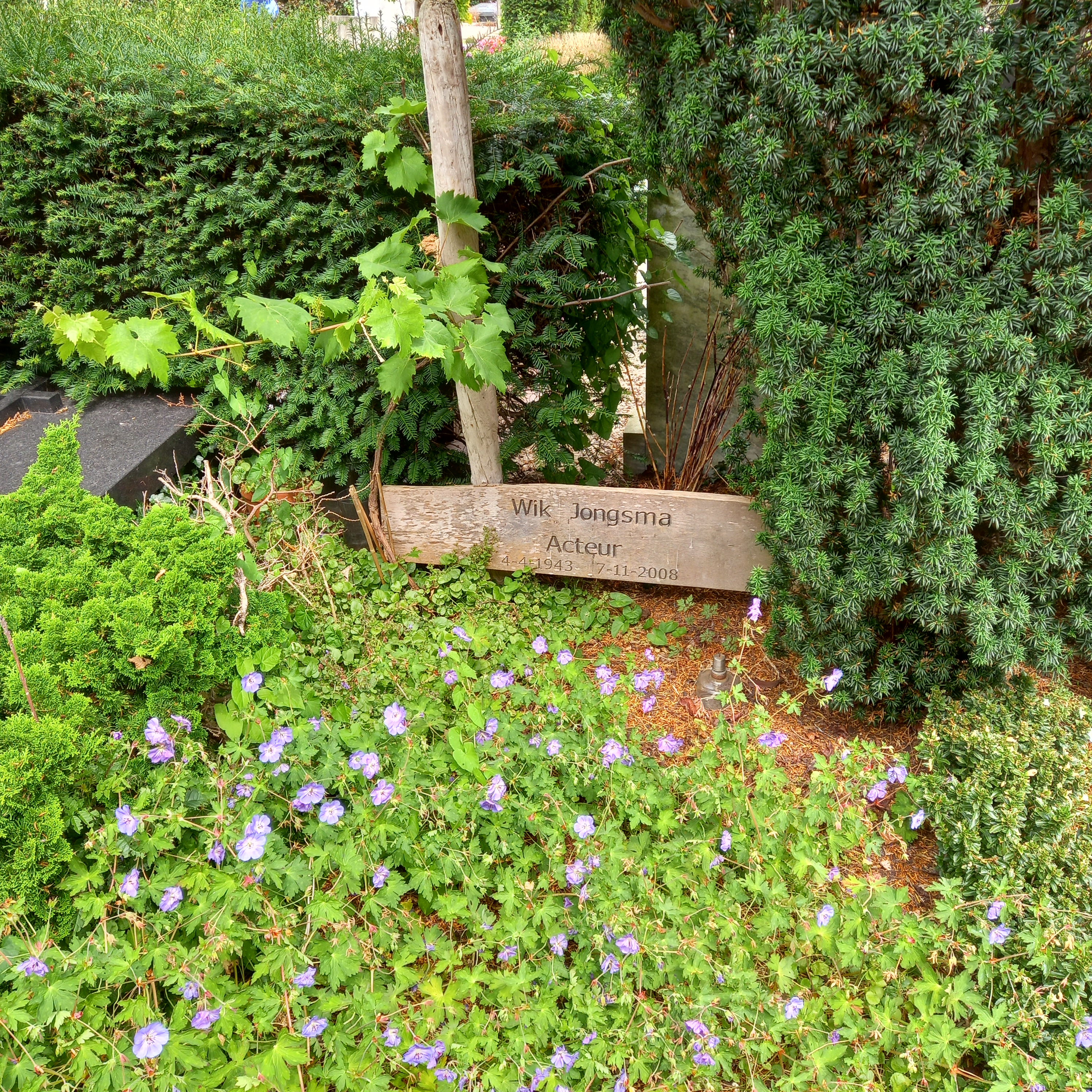
Het graf van Wik Jongsma op Begraafplaats Sint Petrus Banden in Den Haag

Wiggert Marten (Wik) Jongsma (Amsterdam, 4 april 1943 – Den Haag, 7 november 2008) was een Nederlandse acteur en regisseur. 

## Biografie
Jongsma studeerde in 1967 af aan de toneelschool in Arnhem.
Tussen 1967 en 1989 speelde hij vele seizoenen bij Toneelgroep Theater uit Arnhem. Verder werkte hij bij het RO Theater, het Nieuw Rotterdams Toneel, het Publiekstheater en bij een eigen toneelgezelschap genaamd Thema Theater. In Den Haag was hij te zien als Gajew in De Kersentuin van Anton Tsjechov, onder de regie van Arda Brokmann. Ook speelde Jongsma bij Literair Theater Branoul in de productie Liefdes schijnbewegingen van Remco Campert, onder de regie van Gees Linnebank. Hij regisseerde Een Beetje Pijn van Harold Pinter voor de stichting De Valse Spiegel.
In 1991 begon hij met zijn rol als Govert Harmsen in de soapserie Goede tijden, slechte tijden. Deze rol, die hij tot 2006 zou spelen, heeft hem de meeste bekendheid opgeleverd. Jongsma speelde naast zijn rol in GTST gastrolletjes in andere Nederlandse televisieseries, zoals Het zonnetje in huis, Prettig geregeld, Zonder Ernst en Medisch Centrum West. Verder trad hij op in de films The Little Ark en An Bloem.
Zijn vrije tijd besteedde hij aan tennissen, biljarten, schilderen en lezen.
Jongsma overleed op 65-jarige leeftijd aan de gevolgen van prostaatkanker, waarvan de diagnose reeds in 2006 was gesteld. Hij is begraven op Begraafplaats Sint Petrus Banden in Den Haag.